# Christine Leysen
Christine Leysen is een personage uit de Vlaamse soapserie Thuis. De rol van Leysen wordt sinds aflevering 4464 gespeeld door Daphne Paelinck.

## Biografie
Christine maakt haar intrede als een van de collega's op de school waar Olivia Hoefkens en Philippe werken.
Algauw wordt duidelijk dat ze niet snel vrienden maakt. Ze kan het niet vinden met Kaat Bomans, ze is gemeen tegen Philippe en zij en Olivia worden vijanden. Christine is gaan roddelen bij de directie over de thuissituatie van Olivia, die op dat moment haar pleegkind Emil, die ook op die zelfde school zit, ziet vertrekken.
Christine heeft een oogje op Bob Sleeckx, maar die verkeert nog met Tamara. Wanneer Tamara zwanger blijkt te zijn en ze dit aan Bob verteld gaan de twee uit elkaar en beginnen Bob en Christine een relatie. Christine wil zo snel mogelijk trouwen en vraagt Bob ten huwelijk door middel van kinderen uit haar klas te gebruiken. De dag van het huwelijk heeft Bob twijfels. Op het moment dat Bob en Christine aan het altaar staan roept Olivia dat Tamara aan het bevallen is van zijn kind. Bob beslist om naar Tamara te gaan en laat Christine achter aan het altaar. Christine houdt Bob tegen door te vertellen dat ze ook in verwachting is van zijn kind. Dit blijkt uiteindelijk een leugen.
Bob vertrekt alsnog naar het ziekenhuis maar uiteindelijk kiest hij toch weer voor Christine en ze trouwen alsnog. Nog geen week later ontdekt Bob dat Christine niet echt zwanger is en verbreekt alle contact en de twee scheidden. Het komt nog tot een schermuitwisseling tussen Christine en Olivia maar daarna vertrekt ze.
Een half jaar later duikt ze weer op als de geheime liefde van Adil Bakkal. Door haar terugkomst wordt de vriendengroep van Adil hevig door elkaar geschud.
Later neemt ze het heft in eigen handen en maakt samen met Adil een plan om de kabouters een makeover te geven en samen een nieuw bedrijf op te starten genaamd ACE, wat betekent dat ze overwegen om Eddy en Jaques, die ze niet mag, te ontslaan.